# Howard (Wisconsin)
Howard é uma vila localizada no estado norte-americano de Wisconsin, no Condado de Brown e Condado de Outagamie.

## Demografia
Segundo o censo norte-americano de 2000, a sua população era de 13.546 habitantes.
Em 2006, foi estimada uma população de 16.219, um aumento de 2673 (19.7%).

## Geografia
De acordo com o United States Census Bureau tem uma área de
59,5 km², dos quais 46,6 km² cobertos por terra e 12,9 km² cobertos por água.

## Localidades na vizinhança
O diagrama seguinte representa as localidades num raio de 16 km ao redor de Howard.